# Œnochoé
Dans la Grèce antique, une œnochoé (prononcé en français : [enɔkɔe] ; prononcé en français : [ø-] ; du grec ancien : οἰνοχόη / oinokhóē, d'οἶνος / oînos, le « vin », et χέω / khéō, « verser ») est un pichet à vin qui sert à puiser le vin dans le cratère — où il a été coupé à l'eau — avant de le servir.

## Évolution

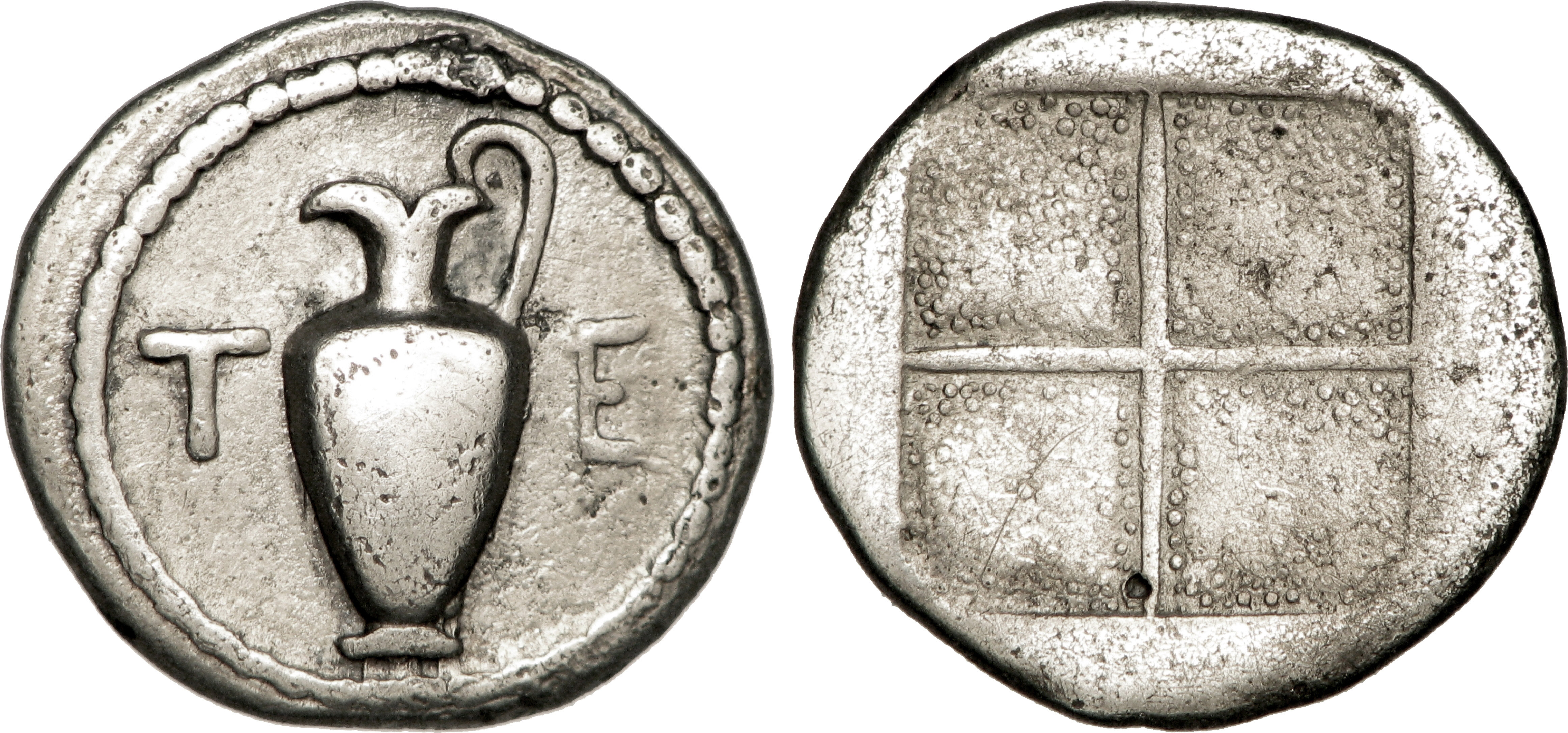
Tétrobole représentant une œnochoé.

Ce type de vase se caractérise par une anse unique et une taille allant de 20 à 40 cm. On distingue classiquement plusieurs types suivant la forme de l'embouchure et de la panse. Le plus courant, dit « type 1 », possède un bec tréflé. Le type 8 ressemble aux chopes modernes, avec un corps cylindrique et une embouchure à lèvre. L'apogée de l'œnochoé se situe à la période géométrique. Elle se fait plus rare pendant la figure noire. C'est cependant sur l'œnochoé à figures rouges archaïque que se fonde cette classification, élaborée par John Beazley. L'autre type de vase à verser est l'olpè.

## Œnochoé de typeSchnabelkanne

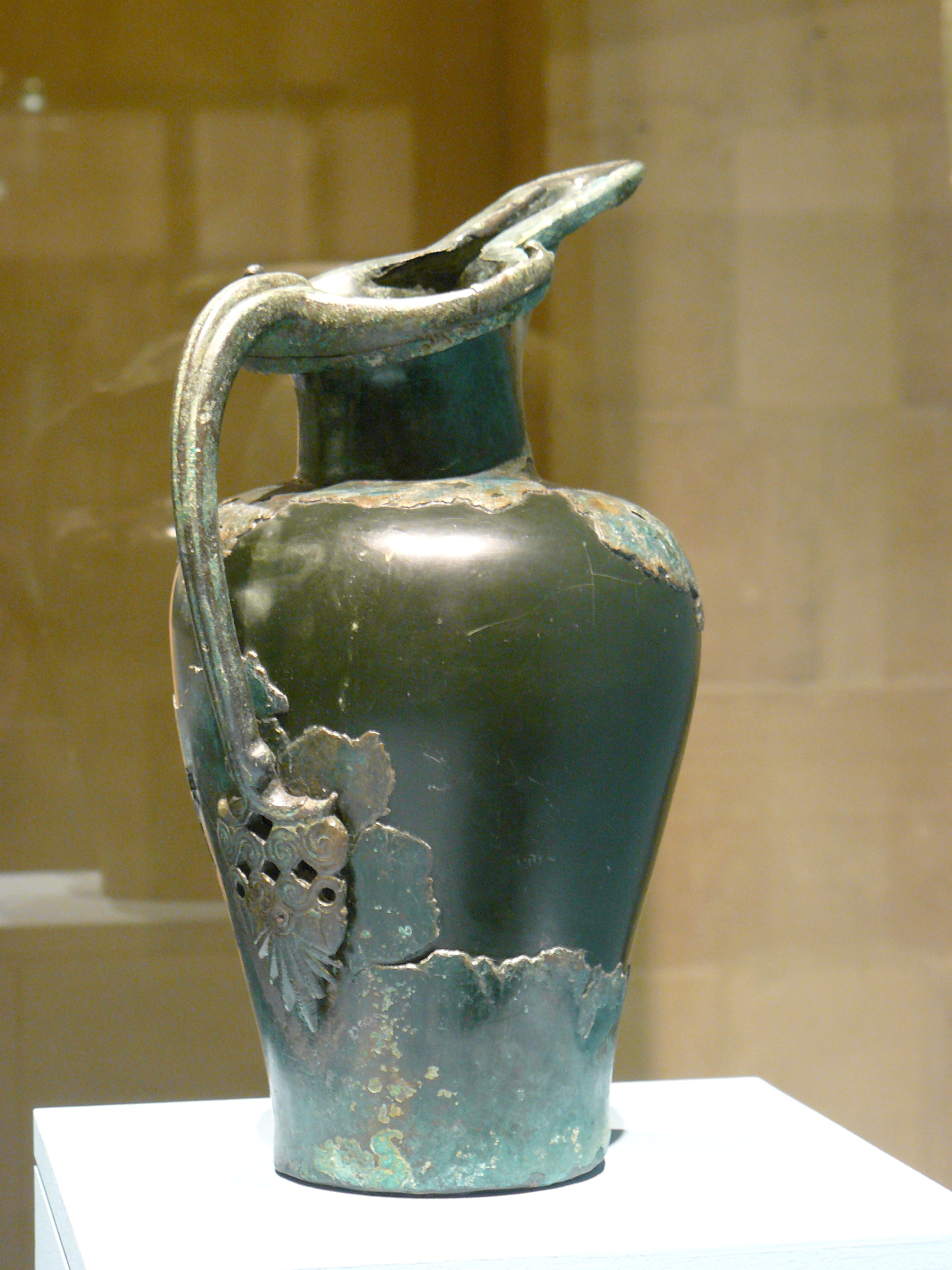
Œnochoé de type Schnabelkanne.

L'œnochoé de type Schnabelkanne, également dénommés par les archéologues français « œnochoé à bec tréflé », appartient à la culture hallstatto-orientale. Sa production est essentiellement issue de deux ateliers artisanaux de forge celtes nord-alpins, l'un en Bavière, l'autre dans le land autrichien de Salzbourg. Elle s'est effectuée entre le milieu VIe siècle av. J.-C. et la fin du Ve siècle av. J.-C.. Cette typologie, dont le style est emprunté à des vases de confection étrusque, possédant un déterminant artisanal celtique, fait référence à un unicum (ou ensemble homogène)  d’œnochoés confectionnées en bronze et dont le bec verseur est affecté d'une forme relevée. Ces pichets sont pourvus d'une anse, d'une panse de large circonférence. En outre, lesdites œnochoés affichent une physionomie à caractère anthropomorphe.
L'identification et le répertoriage de ces cruches métalliques ont pu être établis lors d'une campagne de fouilles préventives entreprises à la fin du XIXe siècle, au sein de la commune allemande éponyme de Schnabelkanne[réf. nécessaire]. À cet effet, d'autres investigations archéologiques ont ultérieurement mis en évidence d'autres œnochoés affichant les mêmes caractéristiques morphologiques. Dans ce cadre, les prospections scientifiques ont pu révéler un catalogue archéologique concret et abondant d'occurrences découvertes et réparties à travers l'ensemble de l'Europe continentale (occidentale, méditerranéenne et centrale). De facto, la plupart des pichets de ce type ont été retrouvés dans une zone comprenant la Suisse et le Sud de l'Allemagne. D'autre ustensiles de ce genre ont été mis en évidence en Gaule, en Étrurie padane, et au sein des territoires celto-italiotes à culture golaseccante.
Par ailleurs, ces œnochoés ont fait l'objet d'un tout premier champ d'étude et de répertoriage, abondamment circonstancié et détaillé, paru en 1914 et réalisé par l'archéologue français Joseph Déchelette (1862–1914),,,,.

## Images

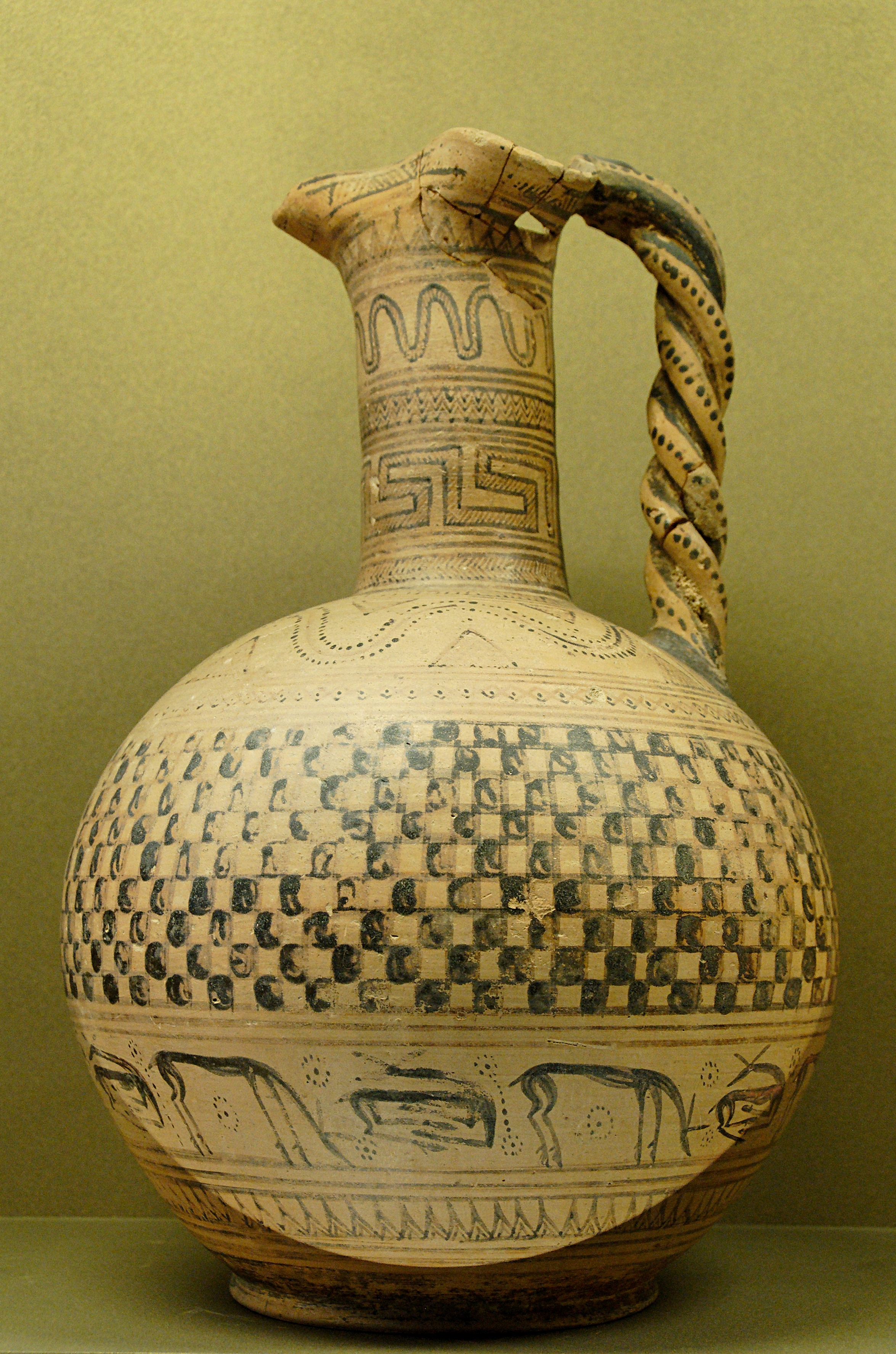
Œnochoé, Béotie, époque géométrique, -750
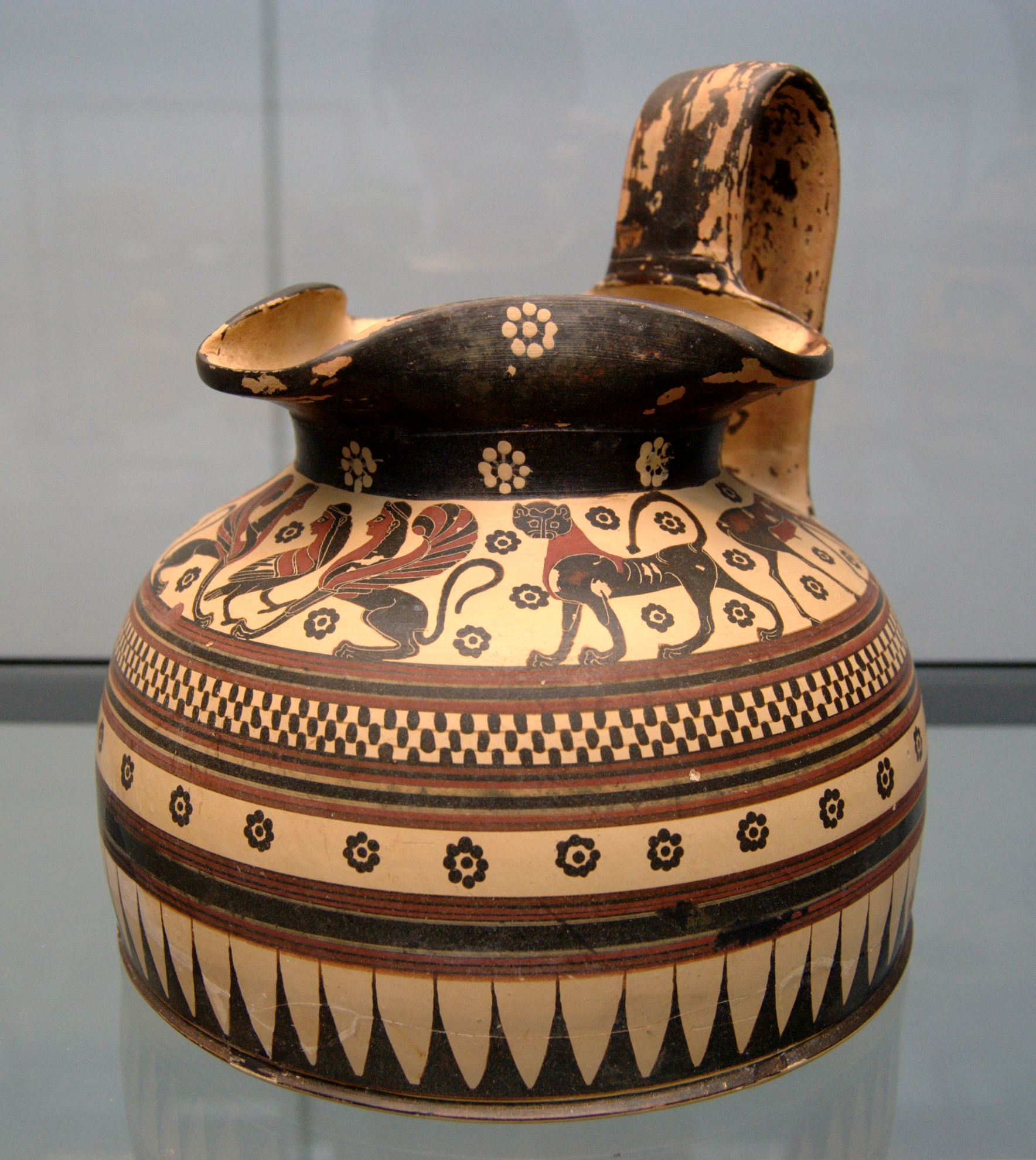
Œnochoé, type corinthien, vers -630
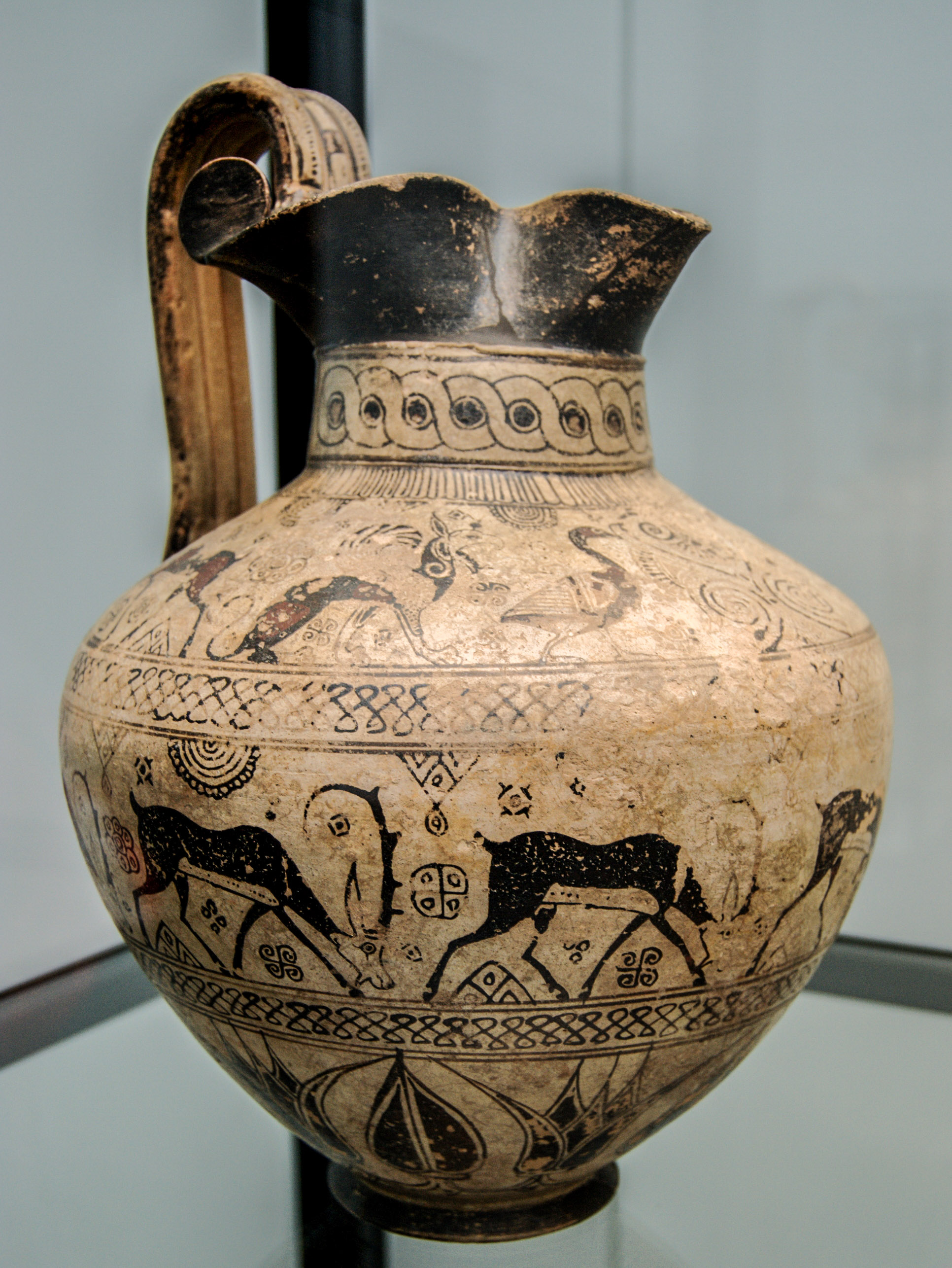
Œnochoé, type de la Grèce de l'Est, -630
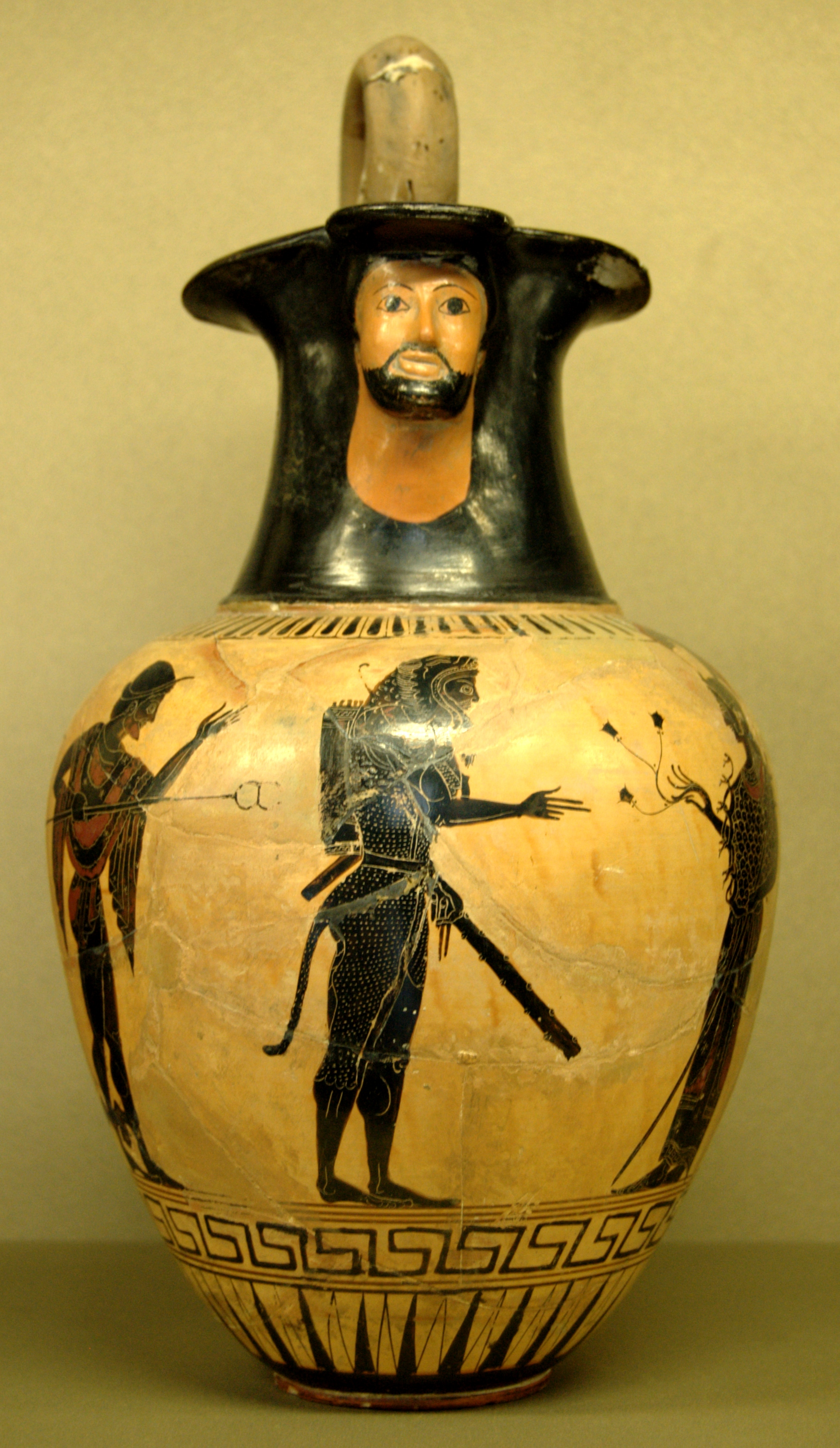
Œnochoé à figures noires, vers -520
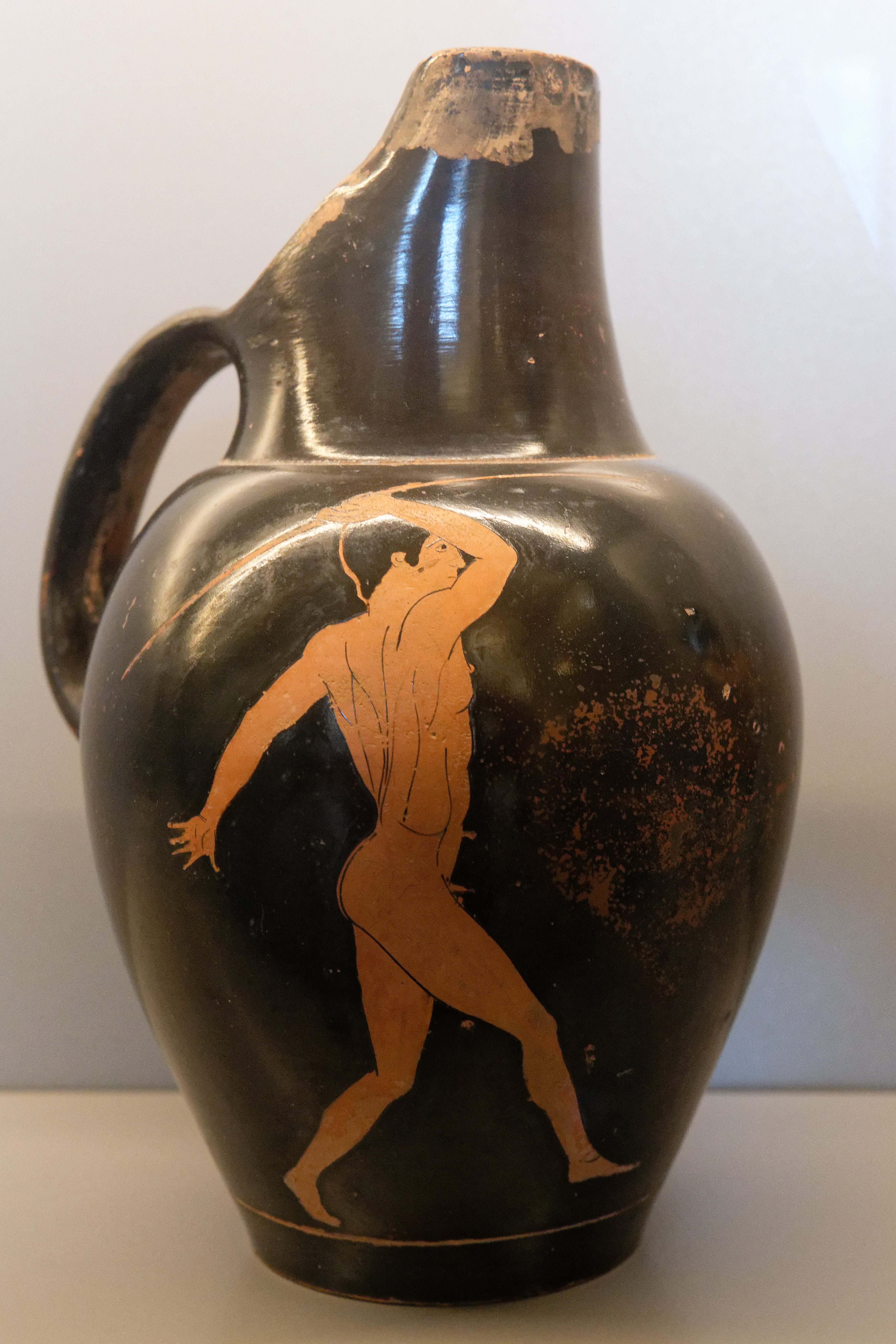
Œnochoé attique à figures rouges, avec bec verseur, vers -450
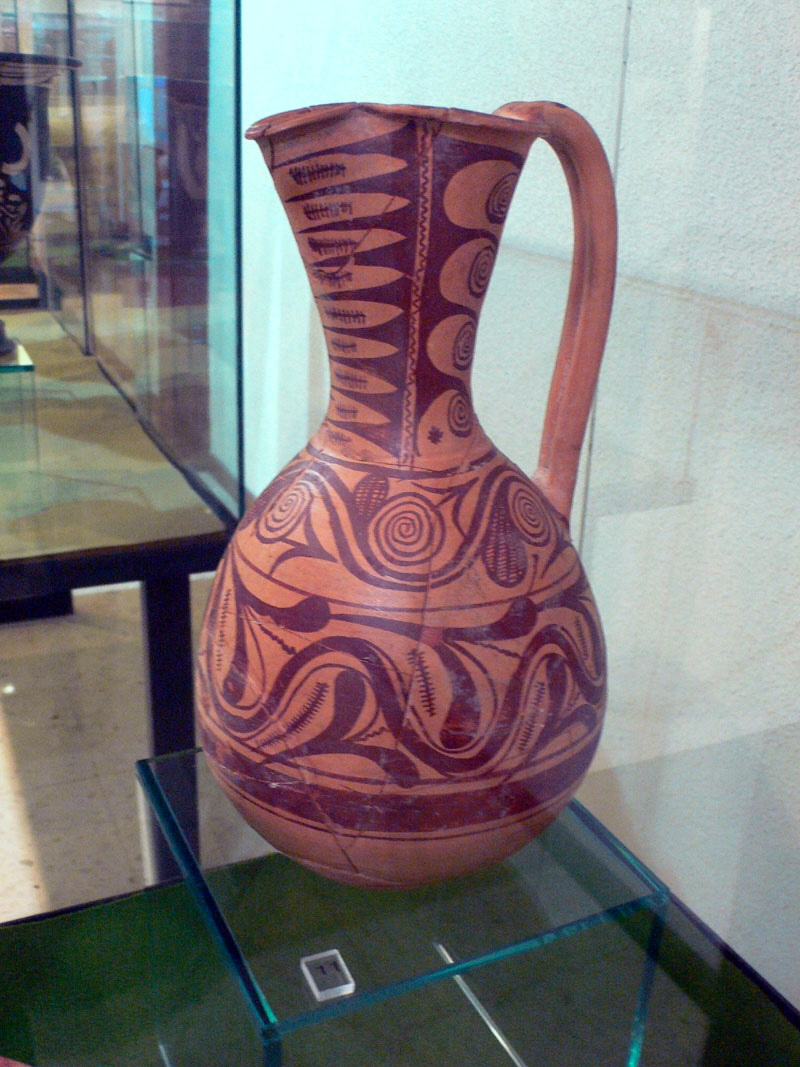
Œnochoé ibérique à Carthagène, Espagne
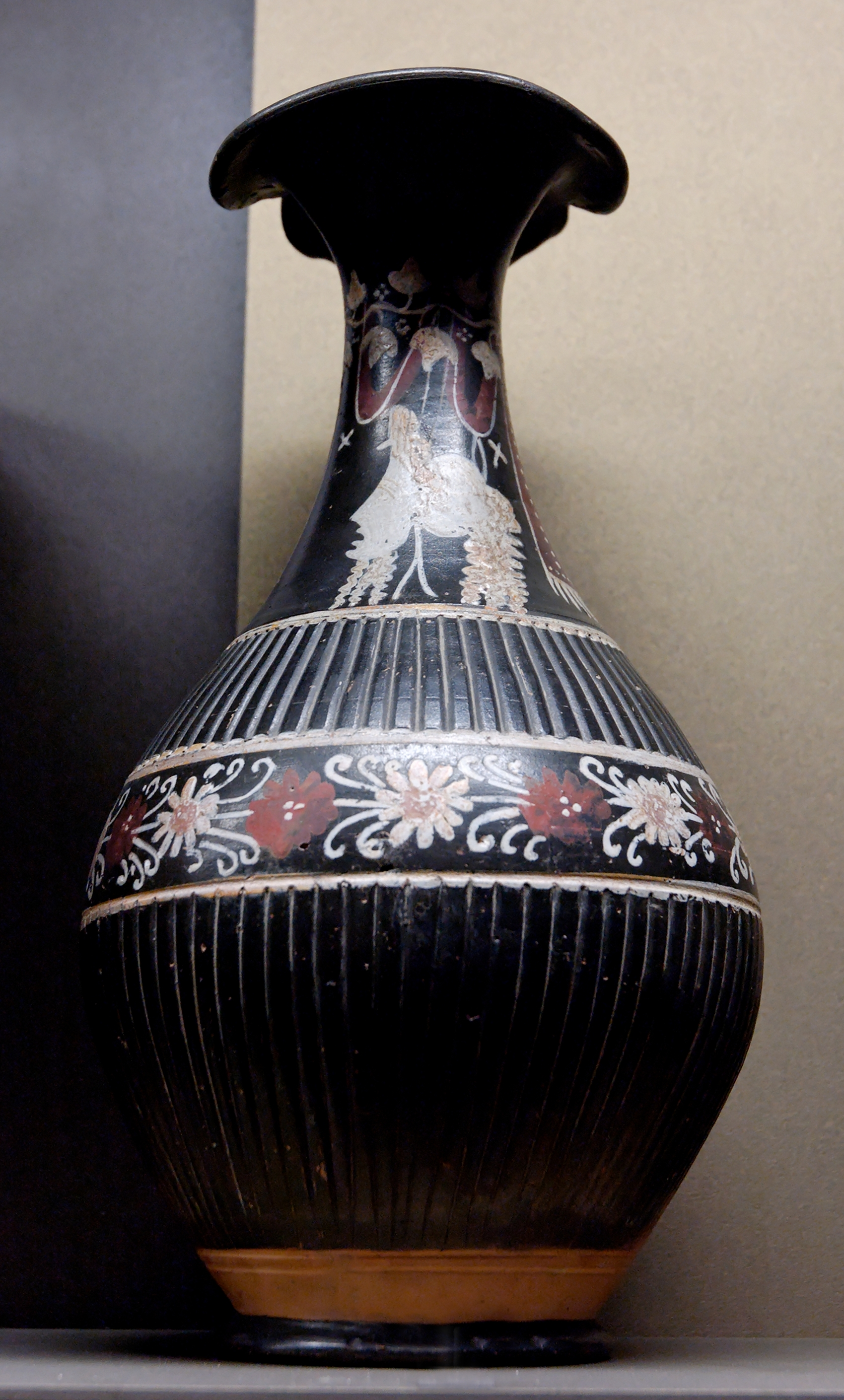
Œnochoé, style de Gnathia, provenant de Nola, -300/-290
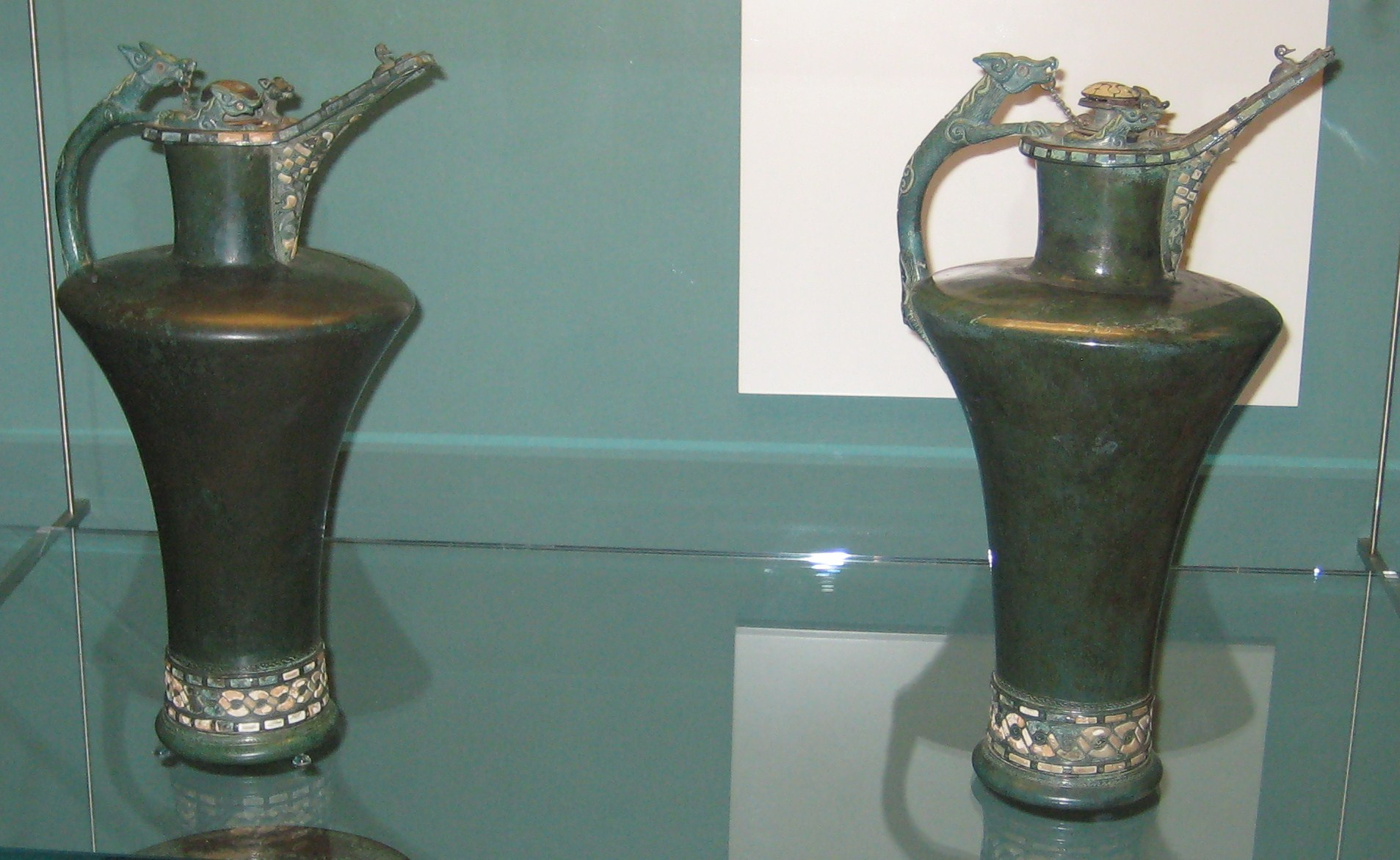
Œnochoés de Basse-Yutz, Ve siècle av. J.-C.
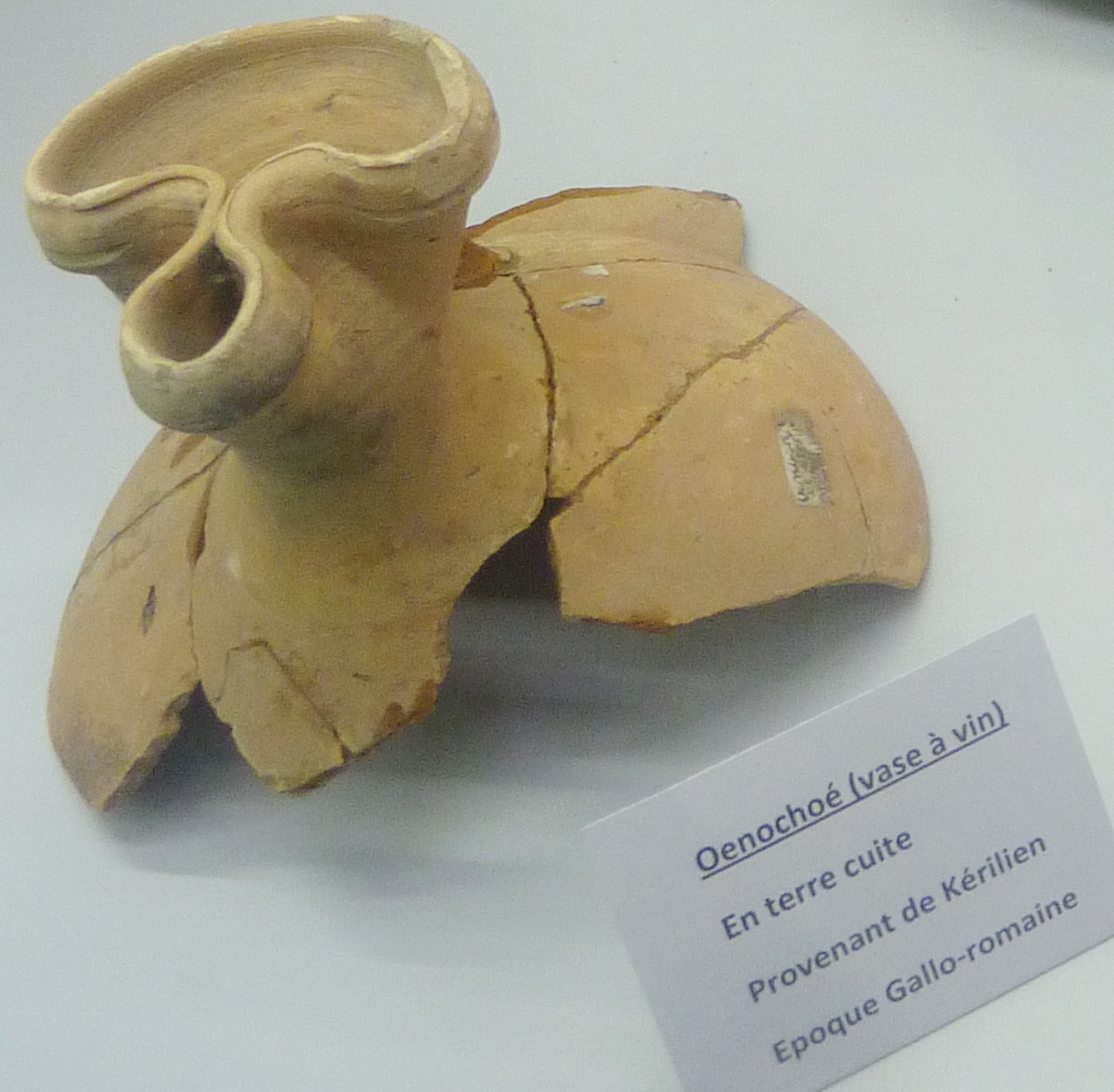
Œnochoé (vase à vin) en terre cuite provenant de Kerilien en Plounéventer (époque gallo-romaine).